# Джейн Остін
Джейн О́стін (англ. Jane Austen; 16 грудня 1775 — 18 липня 1817) — англійська письменниця, відома насамперед шістьма романами, в яких неявно інтерпретується, критикується і коментується англійська поміщицька шляхта (джентрі) кінця XVIII століття. Сюжети Остін часто досліджують залежність жінок від шлюбу, як засобу вигідного соціального становища та фінансової захищеності. Її твори є неявною критикою сентиментальних романів другої половини XVIII століття і частиною переходу до літературного реалізму XIX століття. Використання соціальних коментарів, реалізму, дотепності та іронії принесло їй визнання критиків і науковців.
Анонімно опубліковані романи «Чуття і чуттєвість» (1811), «Гордість і упередження» (1813), «Менсфілд-парк» (1814) та «Емма» (1816) мали скромний успіх і не принесли Остін прижиттєвої слави. Надалі вона написала ще два романи — «Нортенґерське абатство» і «Переконання» (обидва опубліковані посмертно 1817 року), — і почала писати ще один, згодом названий «Сандітон», який так і залишився незавершеним через її смерть. Остін також залишила після себе три томи юнацьких рукописних творів, серед яких короткий епістолярний роман «Леді Сьюзен» і незавершений роман «Вотсони».
Одразу після смерті Остін її романи рідко друкувалися. Значне зрушення в її репутації відбулося 1833 року, коли твори перевидали в серії «Стандартні романи» Річарда Бентлі (з ілюстраціями Фердинанда Пікерінга, що продавалися в комплекті). Поступово романи Остін здобули широке визнання та популярність серед читачів. 1869 року, через 52 роки після смерті письменниці, її племінник опублікував книгу «Мемуари Джейн Остін», представивши допитливій публіці захопливу версію її письменницької кар'єри і її нібито нічим не примітного життя. Творчість письменниці надихнула на написання великої кількості критичних есе та увійшла до багатьох літературних антологій. На основі романів Остін зняли багато фільмів, серед яких «Гордість і упередження» (1940), «Розум і почуття» (1995) та «Кохання та дружба» (2016).

## Життєпис

### Родина
Народилася у Стівентоні (Гемпшир), 16 грудня 1775 року, у сім'ї Джорджа (1731—1805) і Кассандри (до шлюбу Лі, 1739—1827) Остінів. Сім'я належала до соціального класу джентрі (дрібна нетитулована шляхта). Батько писав у листі про народження Джейн, що її мати «неодмінно очікувала, що її покладуть на ліжко ще місяць тому». У сім'ї була ще одна дочка, Кассандра Елізабет (Кессі, 1773—1845), і він тому додав, що новонароджена була для Кессі «справжньою іграшкою та майбутньою компаньйонкою». Зима 1776 року видалася особливо суворою, тому лише 5 квітня дитину хрестили в місцевій церкві з єдиним ім'ям Джейн.

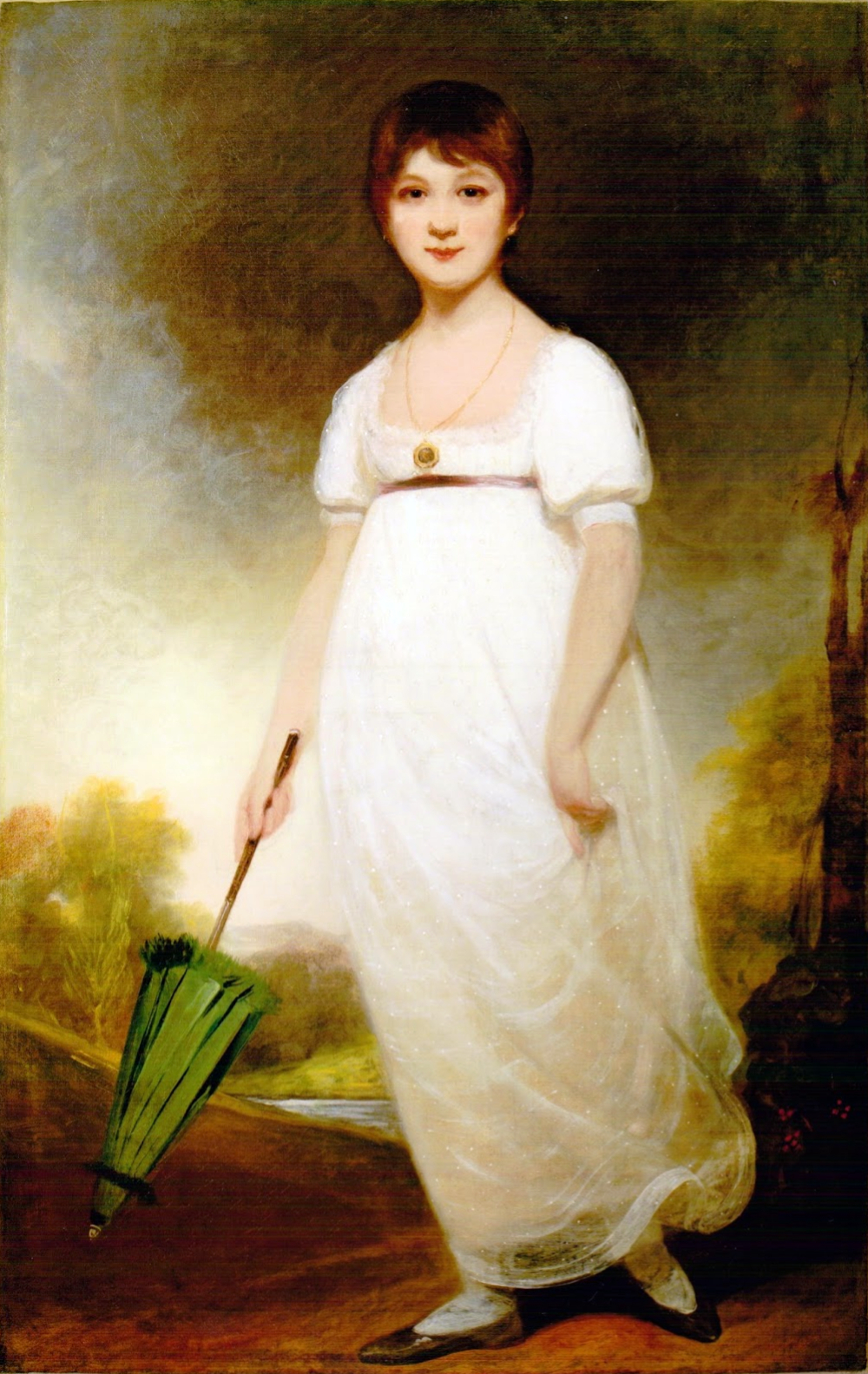
Імовірний портрет Джейн 1789 року роботи Озайас Гаамфрі.

Її батько, Джордж Остін, служив між 1765—1801 роками пастором англіканських парафій містечка Стівентона і сусіднього містечка Діна. Він походив зі старовинного багатого кентського роду торговців бавовною, був освіченою і широко ерудованою людиною. У міру того, як протягом століть у кожному поколінні лише старший син отримував спадщину, гілка родини Джорджа лише біднішала. Він і дві його сестри осиротіли в дитинстві, і їх довелося взяти на виховання родичам. 1745 року, у 15 років, сестру Джорджа Остіна, Філадельфію, віддали в учениці до модистки з Ковент-Гарден. У 16 років Джордж вступив до Коледжу святого Івана в Оксфорді, де, найімовірніше, зустрів свою майбутню дружину, Кассандру Лі. Вона належала до знатного роду, який походив зі Шропширу, а з кінця XVI століття мешкав у Стонлі (Ворикшир). Батько Кассандри був ректором Коледжу всіх душ в Оксфорді, там вона й виросла у дворянському середовищі. Її старший брат Джеймс успадкував статки й великий маєток від своєї двоюрідної бабусі Перро з єдиною умовою, що він змінить своє прізвище на Лі-Перро.
Джордж Остін і Кассандра Лі заручилися, ймовірно, близько 1763 року, коли обмінялися мініатюрами. Вони одружилися 26 квітня 1764 року в церкві Святого Світіна у Баті, через два місяці після смерті батька Кассандри Лі. Джордж отримав у керування парафію у Стівентоні від Томаса Найта, заможного чоловіка його троюрідної сестри. Статки Остінів були скромними, Джордж жив на невелику річну платню; Кассандра ж уклала шлюб, сподіваючись отримати невеликий спадок після смерті своєї матері. Вони тимчасово оселилися у пасторському будинку в Діні, поки ремонтувався призначений для них будинок XVI століття у Стівентоні, який до цього перебував у занедбаному стані.
Попри високу дитячу смертність у ті роки, усі діти Джорджа і Кассандри Лі вижили. У Джейн була єдина сестра Кассандра Елізабет (1773—1845), з якою вона особливо дружила, ділилася всіма задумами й посвячувала у свої секрети. Кассандра знала ім'я людини, якій Джейн зберігала вірність. На руках у сестри Джейн померла. Як і Джейн, Кассандра теж так і не одружилася. Її обранець, молодий священник Томас Фаул, помер від жовтої гарячки у Вест-Індії, куди вирушив у надії заробити грошей на майбутнє весілля. Крім сестри, Джейн мала шістьох братів. Старший Джеймс (1765—1819) мав схильність до літературних занять, писав вірші, прозу, однак пішов по стопах батька. Про другого брата, Джорджа (1766—1838), вважали за краще в родині не говорити, оскільки, як повідомляє біограф Джейн Дейдра Ле Фей, він був «психічно неповноцінним і схильним до припадків», та, ймовірно, був глухонімим. Джейн заради нього навіть вивчила мову німих. Третього брата, Едварда (1767—1852), 1783 року всиновили багаті бездітні родичі Остінів Найти, що відкрило перед ним широкі можливості: він перейшов з класу джентрі у клас титулованої шляхти. Після успадкування власності Найтів, 1812 року Едвард взяв їхнє прізвище. Четвертий брат Генрі Томас (1771—1850) був людиною захоплень і не дуже практичним, перепробував за своє життя чимало професій: служив в армії, працював банкіром, спочатку успішним, але потім розорився, прийняв сан. Надалі Генрі був літературним агентом Джейн. Він мав широке коло лондонських знайомих, до якого входили банкіри, торговці, видавці, художники та актори. Завдяки його контактам Джейн могла спілкуватися з соціальним класом, який зазвичай недоступний для людини з віддаленого провінційного Гемпширу. Два інші брати, Френсіс (1774—1865) і Чарльз (1779—1852), були військовими моряками, дослужилися до адміральського чину.

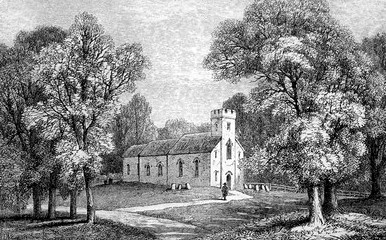
Церква Святого Миколая у Стівентоні.

У сім'ї Остінів існував звичай залишати немовля вдома на кілька місяців після народження, після чого його віддавали Елізабет Літлвуд, жінці, що жила по сусідству, яка вигодовувала і виховувала його протягом 12—18 місяців.
Юність і зрілість Джейн припали на неспокійні часи: тривали Наполеонівські війни; йшла Війна за незалежність у Північній Америці; в Англії відбувався промисловий переворот, по ній вже прокотилися перші виступи луддитів; Ірландію охопило повстання.

### У Стівентоні
1768 року сім'я Остінів нарешті оселилася у Стівентоні. За словами професора літератури Парка Гонана, атмосфера будинку Остінів була «відкритою, веселою, невимушеною, інтелектуальною», де розглядалися та обговорювалися ідеї тих, з ким вони могли не погоджуватися політично чи соціально. Будинок Остінів не зберігся, але відомо, що в ньому було сім спалень, і його оточували поля та дерева. Приблизно цього часу батьки вже не могли ігнорувати ознаки того, що маленький Джордж відставав у розвитку, тож вони вирішили віддати його на виховання до притулку.
Сім'я Остінів покладалася на покровительство своїх родичів і часто приймала у себе в гостях численних членів своєї родини. Літо 1770 року місис Остін провела у Лондоні з сестрою Джорджа Філадельфією та її донькою Елізою у супроводі його іншої сестри місис Волтер, та її доньки Філлі. Філадельфія та Еліза Генкок були, за словами дослідниці Дейдри Ле Фей, «яскравими кометами, що спалахували у спокійній сонячній системі канцелярського життя у сільському Гемпширі, а новини про їхні закордонні подорожі та фешенебельне лондонське життя, разом з їхніми раптовими візитами до стівентонської родини у проміжках між ними, допомогли розширити юнацький кругозір Джейн та вплинули на її подальше життя і творчість».
Двоюрідний брат Кассандри Остін Томас Лі неодноразово відвідував їх у 1770–1780-х роках, запросивши юну Кессі приїхати до них у гості в Бат 1781 року. Після її повернення в сімейних документах з'явилася перша згадка про Джейн: «…і вони були майже вдома, коли зустріли Джейн та Чарльза, двох маленьких дітей сім'ї, яким довелося їхати до Нью-Дауна, щоб зустріти бричку та із радістю їхати на ній додому». Ле Фей писала, що «пророкування містера Остіна щодо його молодшої дочки повністю виправдалися. Ніколи ще сестри не були такими близькими одна одній, як Кассандра і Джейн; тоді як у самій надзвичайно люблячій сім'ї, схоже, існував особливий зв'язок між Кассандрою та Едвардом, з одного боку, і між Генрі та Джейн — з другого».

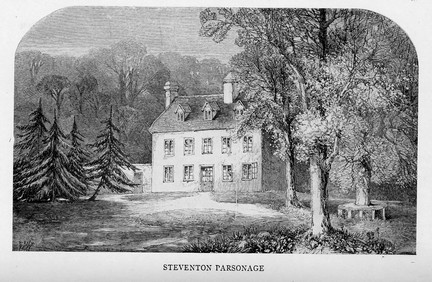
Пасторський будинок Остінів у Стівентон.

Між 1773 і 1796 роками Джордж Остін доповнював свій дохід фермерством та навчанням одночасно трьох-чотирьох учнів, які жили в його будинку. З цих двох своїх джерел преподобний Остін мав щорічний дохід у 200 фунтів (що еквівалентно 27 000 фунтам 2021 року). На ті часи це був досить скромний дохід; для порівняння: кваліфікований робітник, такий як коваль чи тесляр, міг заробляти близько 100 фунтів стерлінгів на рік, тоді як середньостатистичний річний дохід шляхетської сім'ї становив від 1000 до 5000 фунтів стерлінгів. Містер Остін також орендував у свого благодійника Томаса Найта ферму Чіздаун площею 200 акрів, яка давала прибуток у розмірі 300 фунтів на рік.
У цей період Джейн регулярно відвідувала церкву, ходила в гості до друзів та сусідів, а вечорами читала романи, часто написані нею, вголос своїй сім'ї. У межах добросусідських взаємин часто влаштовувалися танці, імпровізовані після обіду під час візиту, або бали, що проводилися у конференцзалі Бейсінгстоцької ратуші. За словами її брата Генрі, «Джейн любила танцювати й навіть досягла у цьому значного успіху».

### Освіта

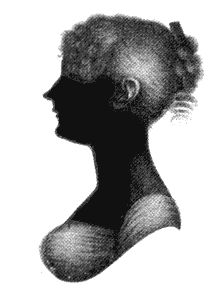
Силует Кассандра Остін, сестри і найближчої подруги Джейн

1783 року Джейн та її сестру Кассандру відправили до Оксфорда на навчання до місис Енн Коулі, яка пізніше того ж року забрала їх до Саутгемптона. Восени того ж року обох дівчат відправили додому через захворювання на тиф, від якого Джейн мало не померла. Відтоді вона навчалася вдома, а на початку 1785 року разом із сестрою вступила до пансіону при Школі для дівчат Редінгського абатства, якою керувала місис Ла Турнель. Навчальна програма, ймовірно, включала французьку мову, правопис, рукоділля, танці, музику і драму. Близько грудня 1786 року сестри повернулися додому, оскільки плата за навчання двох дівчат була зависокою для сім'ї Остінів. Після 1786 року Джейн «більше ніколи не жила за межами свого найближчого сімейного кола».
Надалі Джейн вчилася вдома під керівництвом батька і братів Джеймса і Генрі. Дослідниця Ірен Коллінз зазначала, що Джейн «користувалася тими самими підручниками, що і хлопчики». Вона, вочевидь, мала необмежений доступ як до бібліотеки свого батька, так і до бібліотеки друга сім'ї, Воррена Гастінгса. Разом ці зібрання становили велику та різноманітну бібліографію. Її батько також був толерантним до іноді ризикованих експериментів Джейн у письменництві й забезпечував обох сестер дорогим папером та іншими матеріалами для письма й малювання.
Невіддільною частиною освіти Джейн стали приватні театральні вистави. Змалку дівчинка разом з сім'єю та друзями ставила низку п'єс у парафіяльній коморі, зокрема «Суперників» (1775) Річарда Шерідана та «Бон Тон» (1775) Девіда Гарріка. Старший брат Джеймс писав прологи та епілоги, і, ймовірно, сама Джейн теж приєднувалася до цієї діяльності, спочатку як спостерігачка, а потім і як учасниця. Більшість п'єс були комедіями, що стало свідченням того, як культивувався сатиричний дар Джейн. У 12 років Джейн спробувала свої сили у драматургії, а в підлітковому віці написала три короткі п'єси.

### «Ювенілія» і творче «дорослішання»
Імовірно, Джейн Остін почала писати вірші та оповідання, щоб розважити себе й свою родину, ще 1787 року. Пізніше вона зробила чистові копії двадцяти семи своїх ранніх робіт, написаних між 1787—1793 роками, і зібрала їх у трьох переплетених зошитах, тепер відомих як «Ювенілія» («Juvenilia», тобто «Юнацькі оповідання»). Джейн позначила зошити, як «Том перший», «Том другий» і «Том третій», у яких, за підрахунками дослідників, збереглося близько 90 000 слів, які вона написала протягом тих років. За словами дослідниці Джанет Тодд, у «Ювеніліях» вона перебільшувала буденні деталі повсякденного життя та пародіювала поширені сюжетні прийоми в «оповіданнях […] сповнених анархічних фантазій про жіночу владу, вседозволеність, неприпустиму поведінку, і повсюдно піднесеного настрою». Науковець Річард Дженкінс теж вважав складову частину «Ювенілії» «анархічною» і «сповненою бурхливих веселощів»; він порівнював її із творами романіста XVIII століття, Лоренса Стерна, і з Монті Пайтоном XX століття.

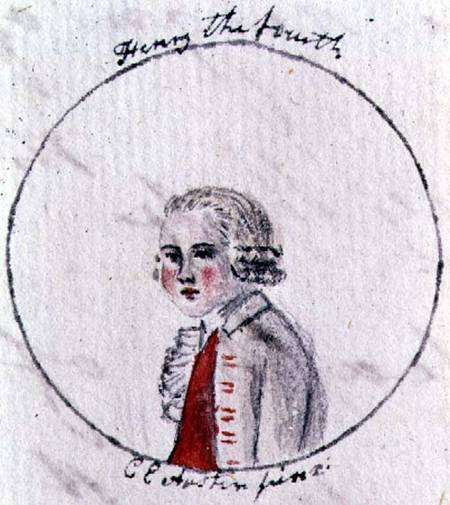
Потрет Генріха IV, намальований сестрою Джейн Остін, Кассандрою, для ілюстрування її «Історії Англії» (1790)

Серед цих творів був сатиричний роман у листах «Любов і дружба», написаний Джейн 1790 року у 14 років, у якому вона висміювала популярні романи про почуття. Наступного року вона написала «Історію Англії», рукопис із тридцяти чотирьох сторінок, що супроводжувався тринадцятьма акварельними мініатюрами, створеними її сестрою Кассандрою. «Історія» Джейн пародіювала таку широко відому історичну літературу, як «Історію Англії» Олівера Голдсміта 1764 року. Крім цього, юна письменниця вказала, що її «Історія» написана «небезстороннім, упередженим і неосвіченим істориком» і що в ній буде «дуже мало дат»; таким чином, за словами науковця Деніела Кука, вона «попереджала» читачів, що її твір буде «навмисно комічним».
Дослідник Парк Гонан припускав, що невдовзі після написання «Любові і дружби» Джейн вирішила «писати, щоб заробляти гроші, і присвятити себе розповіданню історій», тобто стати професійною письменницею. Приблизно у 18 років вона почала писати довші та складніші твори.
У серпні 1792 року Остін розпочала роботу над романом «Кетрін, або Альтанка», який став передвісником її «зрілої творчості» (особливо у вигляді таких творів, як «Нортангерське абатство»), але так і залишився незавершеним, доки його ідея не була використана у «Леді Сьюзен», яку Тодд описувала як менш «передвісницьку», ніж «Кетрін». Наступного року Джейн розпочала, а потім припинила працю над короткою п'єсою під назвою «Сер Чарльз Грандісон, або Щаслива людина: комедія у шести діях», яку вона завершила близько 1800 року. Це була невелика пародія на короткий виклад змісту зі шкільного підручника її улюбленого сучасного роману, «Історія сера Чарльза Грандісона» (1753), написаного Семюелем Річардсоном.
У 18 років Джейн вперше стала тіткою. Вона надіслала новонародженій племінниці Фанні Кетрін Остін-Найт «п'ять коротких фрагментів… „Ювенілії“», тепер відомих під загальною назвою «Уривки» («Scraps»), які уособлювали її «Думки та настанови щодо поведінки молодих жінок». Для ще однієї своєї племінниці, Джейн-Анни-Елізабет Остін (також народженої 1793 року), вона написала «ще дві „Різні дрібниці“», з посвятою їх [Анні] 2 червня 1793 року, додавши: «переконана, що якщо ти серйозно поставишся до них, то отримаєш з них дуже важливі інструкції щодо своєї поведінки у житті». Існують рукописні свідчення того, що Джейн і далі працювала над цими фрагментами навіть 1811 року (у 36-річному віці), а її племінник і племінниця, Анна і Джеймс Едвард Остін, внесли в них 1814 року подальші доповнення.
«Леді Сьюзен», написана між 1793—1795 роками, являла собою короткий епістолярний роман, який вважається її найамбіційнішим та найскладнішим раннім твором. «Леді Сьюзен» не схожа на жодний з її інших творів. Клер Томалін бачила в героїні твору «сексуальну хижачку», яка використовує свій розум і чарівність, щоб маніпулювати, зраджувати та обманювати своїх жертв, хай то будуть коханці, друзі чи члени сім'ї. Вона писала про «Леді Сьюзен»: «Розказана в листах, вона побудована так само акуратно, як п'єса, і так само цинічна за тоном, як будь-який з найобурливіших драматичних творів епохи Реставрації, які, можливо, послужили їй джерелом натхнення… Вона стоїть осібно у творчості Остін як дослідження дорослої жінки, чий інтелект і сила характеру перевершують усіх, з ким вона стикається». За словами Джанет Тодд, моделлю для головної героїні роману «Леді Сьюзен» могла слугувати французька аристократка Еліза де Фейлід, яка надихала Джейн історіями про своє гламурне життя та різноманітні пригоди. Перший чоловік Елізи, граф де Фейлід, був страчений 1794 року на гільйотині під Французької революції, яка змусила її втекти до Великої Британії, де вона 1797 року стала дружиною Генрі Остіна. Опис страти графа де Фейліда, розказаний його вдовою, викликав у Джейн сильний страх перед Революцією, який вона мала до кінця життя. Саме Елізі Джейн була зобов'язана непоганим знанням французької мови і творів таких письменників, як Ларошфуко, Монтеня, Лабрюєр, а також любов'ю до театру.
Ставши дорослою, Джейн і далі жила з батьками, присвячуючи себе звичайним заняттям жінки її віку та соціального становища: вона грала на фортепіано, допомагала сестрі та матері керувати слугами, асистувала жінкам родини під час пологів, та доглядала за старими батькам, коли ті були на смертному ложі. Особливо вона пишалася своїм швацькими навичками.

### Роман з Лефроєм

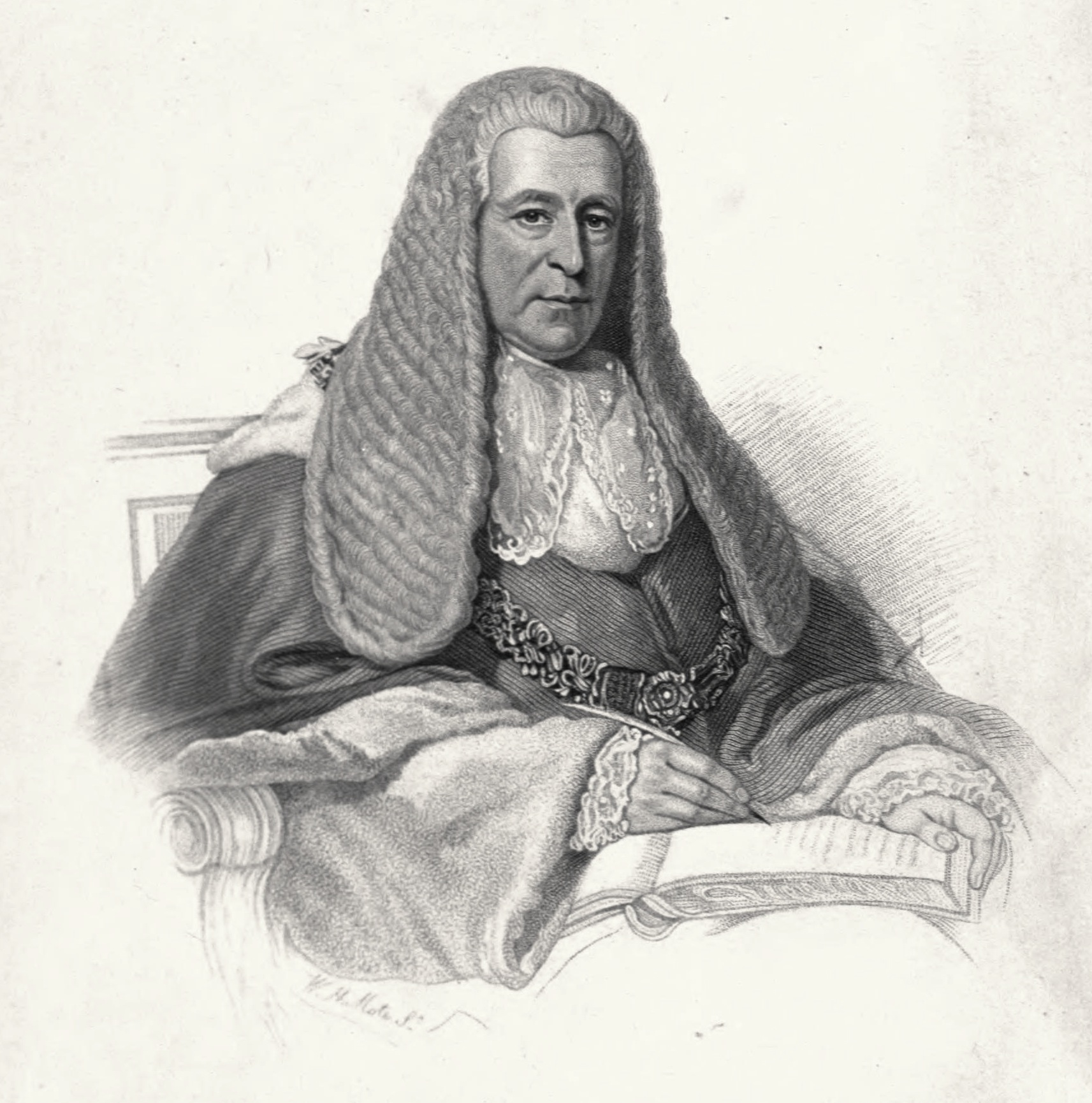
Томас Ланглуа Лефрой на посаді Лорд Верховний суддя Ірландії у літньому віці (художник Вільям Генрі Моут, 1855 рік)

Джейн було 20 років, коли до Стівентона між груднем 1795-го і січнем 1796 років з візитом навідався Том Лефрой. Він приїхав у гості до своїх тітки й дядька, які були сусідами Остінів. Щойно закінчивши Триніті-коледж у Дубліні, він готувався переїхати до Лондона, щоб навчатися на адвоката (баристера). Том і Джейн могли познайомитися під час сусідської зустрічі або на балу. Листи Джейн Кассандрі вказують на те, що молоді люди багато часу проводили разом: «Я майже боюся розповісти тобі, як ми з моїм ірландським другом поводилися. Уяви собі все найрозпусніше та шокуюче у тому, що стосується танців і спільних посиденьок».
У своєму першому вцілілому листі сестрі Кассандрі Джейн зазначала, що Лефрой «дуже джентльменський, гарнесенький, приємний молодий чоловік». П'ять днів потому в іншому листі вона написала, що очікує «пропозиції» від свого «друга» і що «я відмовлю йому, однак, якщо він не пообіцяє віддати свій білий плащ», після чого продовжила: «У майбутньому я довірюся містеру Тому Лефрою, за якого не дала б і шести пенсів», і відмовлю всім іншим. Наступного дня Остін написала: «Настане день, коли я востаннє пофліртую з Томом Лефроєм, і коли ти отримаєш цього листа, все буде скінчено. У мене течуть сльози, коли я пишу про цю меланхолійну думку».
Дослідник Джон Гальперін попереджав, що Остін часто висміювала у своїх листах популярну сентиментально-романтичну літературу, і тому деякі її висловлювання щодо Лефроя могли бути іронічними. Однак те, що Джейн від щирого серця захоплювалася Лефроєм, вважається очевидним, і надалі жоден з її інших залицяльників не міг зрівнятися з ним у цьому. Родина Лефроя вирішилася втрутитися у стосунки й відіслала його наприкінці січня з тих місць, де жила Джейн. Шлюб вважався непрактичним, це мали усвідомлювати й самі молоді люди. В обох не було грошей, а Лефрой залежав від двоюрідного дядька в Ірландії, який фінансував освіту свого племінника та займався становленням його юридичної кар'єри. Якщо Лефрой пізніше й відвідував Гемпшир, то його тримали якомога далі від Остінів, через що Джейн надалі його більше не бачила. У листопаді 1798 року, коли Джейн все ще не полишала думок про Лефроя, вона писала сестрі про те, як пила чай з одним з його родичів та відчайдушно хотіла розпитати про нього, але так і не могла змусити себе порушити цю тему. Сам Лефрой надалі зробив успішну кар'єру і став Верховним суддею Ірландії. У старості, згадуючи про Джейн, він зізнався, що був закоханий у неї, словами: «Це була хлоп'яча любов».

### Перші повноцінні романи
Закінчивши «Леді Сьюзен», Остін розпочала свій перший повноцінний роман «Елінор і Маріанна». Її сестра згадувала, що він був прочитаний Джейн родині ще «до 1796 року» і розказаний через серію листів. Через відсутність оригінальних рукописів неможливо дізнатися, яка частина первісного варіанта збереглася в романі, опублікованому анонімно 1811 року під назвою «Чуття і чуттєвість».
1796 року Джейн почала писати свій другий роман «Перші враження» (згодом опублікований під назвою «Гордість і упередження»). Початковий варіант «Перших вражень» вона завершила в серпні 1797 року у 21 рік. Як і всі свої романи, Джейн у процесі роботи зачитувала його вголос своїй родині, де він став «визнаним улюбленцем». Цього часу батько Джейн зробив першу спробу опублікувати один з її романів. У листопаді 1797 року Джордж Остін написав листа Томасу Кеделлу, відомому лондонському видавцю, з проханням розглянути можливість публікації «Перших вражень». Кеделл повернув листа містеру Остіну, помітивши його як «Відхилено поверненням пошти». Сама Джейн, ймовірно, могла і не знати про спроби її батька. Після завершення «Перших вражень» Джейн повернулася до роботи над «Елінор і Маріанною» й між листопадом 1797-го — серединою 1798 років значно переробила твір; вона відмовилася від епістолярного формату на користь оповіді від третьої особи і створила щось близьке до «Чуття і чуттєвості». 
У середині 1798 року, закінчивши переробляти «Елінор і Маріанну», Остін почала писати третій роман під робочою назвою «Сьюзен» (згодом названий «Нортенґерське абатство»), який був сатирою на популярний жанр готичного роману. Роботу над цим твором Джейн завершила приблизно через рік. На початку 1803 року брат Генрі за дорученням Джейн запропонував роман «Сьюзен» Бенджаміну Кросбі, власнику лондонського видавництва Crosby & Company, який купив за 10 фунтів авторські права на нього. Кросбі пообіцяв якнайшвидшу публікацію і розрекламував книгу як таку, «що перебуває у друці», але надалі більше нічого так і не зробив.

### У Баті й Саутгемптоні

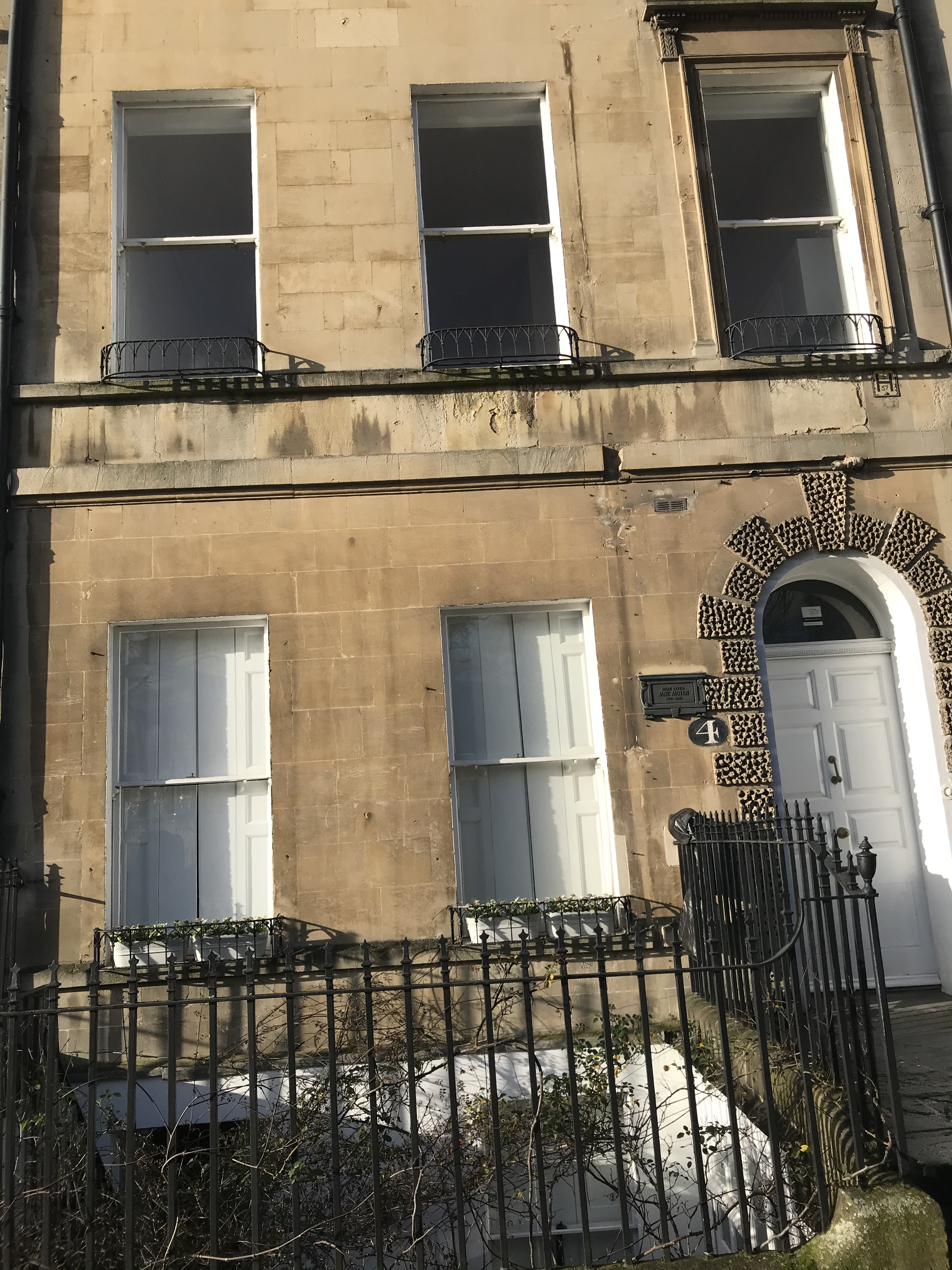
Будинок Остінів у Баті (Сідні Плейс, 4)

У грудні 1800 року Джордж Остін несподівано оголосив про своє рішення піти зі служіння та переїхати зі Стівентона з сім'єю до міста Бат (графство Сомерсет), й оселитися за адресою Сідні Плейс 4. Якщо вихід на пенсію та зміна місця проживання були благом для Остіна-старшого, то для Джейн це стало справжнім потрясінням, коли вона дізналась, що їй доведеться переїхати за 50 миль (80 км) від свого рідного будинку, в якому вона жила з народження. Свідченням впливу проживання у Баті на душевний стан Джейн стало зниження її творчої активності в той період. Хоча цього часу письменниця зробила деякі зміни у «Сьюзен» і розпочала, а потім припинила працю над своїм новим романом «Вотсони», але все одно така творча діяльність не могла зрівнятися за продуктивністю з тією, що в неї була між 1795—1799 роками. Клер Томалін припускала, що це зниження творчої активності пов'язано з тим, що у Джейн була глибока депресія. Парк Гонан мав протилежну думку та зазначав, що Остін писала або переробляла рукописи протягом усього свого творчого життя, за винятком кількох місяців після смерті її батька. Загалом, думки дослідників розходяться: окрім гіпотези щодо втрати Джейн інтересу до творчості через незадоволення життям у Баті, також припускається, що причиною цього могло стати її світське міське життя, яке не дозволяло їй приділяти більше часу написанню романів. Критик Роберт Ірвін стверджував, що Остін займалася більше написанням романів, перебуваючи у сільській місцевості, тому що вона там мала більше вільного часу, а не тому, що вона була там щасливішою, як це часто стверджувалося. Ба більше, в цей період Остін часто переїжджала і подорожувала Південною Англією, що навряд чи сприяло написанню довгих романів.

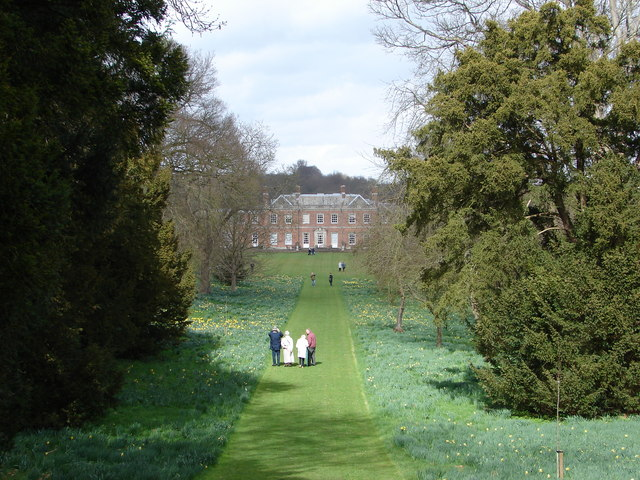
Між 1798—1813 роками Джейн Остін часто гостювала у маєтку брата, Едвард Остін, Ґодмершем-парк, у графстві Кент. Прийнято вважати, що цей маєток вплинув на її творчість.

1801—1804 роки є чимось на кшталт «білої плями» для дослідників життя Джейн, оскільки Кассандра з невідомих причин знищила всі листи від сестри за цей період. У грудні 1802 року Джейн з сестрою відвідали Алетею та Кетрін Бігг, давніх подруг, які мешкали неподалік від Бейсінгстока. Їхній молодший брат, Гарріс Бігг-Віттер, який нещодавно закінчив навчання в Оксфорді, теж був удома. Бігг-Вітер зробив пропозицію, і Джейн прийняла її. За словами Керолайн Остін, племінниці Джейн, та Реджинальда Бігг-Віттера, нащадка нареченого, Гарріс був непривабливим — це був кремезний, непримітний чоловік, який мало розмовляв, заїкався, бував агресивним у розмові й майже зовсім нетактовним. Однак Джейн знала його ще з юності, і цей шлюб надавав багато практичних переваг для неї та її родини. Гарріс був спадкоємцем великих родинних маєтків, розташованих у місцевості, де виросли сестри. За допомогою цих статків Джейн могла б забезпечити своїм батькам безбідну старість, дати Кассандрі постійне житло та, можливо, допомогти своїм братам у їхній кар'єрі. Наступного ранку Джейн вирішила, що помилилася, і відкликала свою згоду. У жодному з листів або щоденників сучасників Джейн не описується, як вона ставилася до цієї пропозиції. Роберт Ірвін описував Бігг-Вітера, як людину, яка «…схоже, дуже важко могла сподобатися, не говорячи вже про кохання».
1814 року Джейн написала листа своїй племінниці Фанні Найт, яка питала її поради щодо серйозних стосунків, повідомивши їй, що «написавши так багато про один бік питання, я тепер повернуся і благатиму тебе не зв'язувати себе подальшими зобов'язаннями та не думати про те, щоб прийняти його, якщо він тобі насправді не подобається. Краще віддати перевагу чомусь іншому або перетерпіти, ніж одружитися без любові». Англійський дослідник Дуглас Буш писав, що Остін «мала надто високий ідеал любові, яка повинна об'єднувати чоловіка і дружину… Всі її героїні… знають, пропорційно до своєї зрілості, значення палкого кохання». Можливий автобіографічний елемент у «Чутті і чуттєвості» з'являється, коли Елінор Дешвуд розмірковує про «найгірше і непоправне з усіх зол — зв'язок на все життя» з безпринципною людиною.
1804 року, коли жила в Баті, Джейн розпочала, але не завершила свій роман «Вотсони». У центрі сюжету — інвалід і збіднілий священнослужитель та його чотири неодружені доньки. Дослідниця Кетрін Сазерленд описувала цей роман як «дослідження суворих побутових реалій життя залежних жінок». Парк Гонан припускав, і Клер Томалін теж погоджувалася з цим, що Джейн вирішила припинити роботу над романом після того, як 21 січня 1805 року помер її батько; її особисті обставини надто сильно нагадували обставини життя її персонажів, викликаючи в неї не дуже приємні враження.

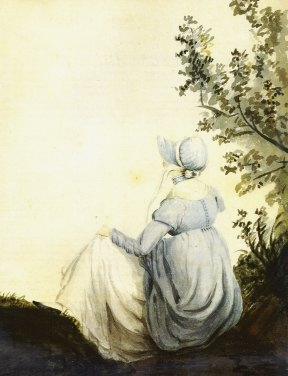
Джейн Остін на акварелі Кассандра Остін, її сестри (1804)

Відносно раптова смерть батька залишила Джейн, Кассандру та їхню матір у фінансовій скруті. Брати Едвард, Джеймс, Генрі та Френсіс взяли зобов'язання робити щорічні внески на підтримку матері та сестер. Відображенням фінансової незахищеності родини стали умови її життя протягом наступних чотирьох років. Частину часу родина провела в орендованих помешканнях у Баті, а у червні 1805 року вона покинула місто, навідавшись до своїх родичів у Стівентоні та Годмершемі. На осінні місяці родина переїхала до новомодного морського курорту Вортінг на узбережжі Сассексу, де оселилася у Стенфордському котеджі. Вважається, що саме тут Джейн написала свій чистовий екземпляр «Леді Сьюзен» та додала до нього «Заключення» («Conclusion»). 1806 року родина переїхала до Саутгемптона, де мешкала в одному будинку з Френсісом Остіном та його новою дружиною. Значну частину цього часу вони проводили, відвідуючи членів різних гілок свого роду.
5 квітня 1809 року, приблизно за три місяці до переїзду родини в Чоутон, Джейн написала гнівного листа Річарду Кросбі, пропонуючи йому новий рукопис «Сьюзен», якщо це сприятиме швидшій публікації цього роману, і просила повернути оригінал, щоб вона могла знайти іншого видавця. Натомість Кросбі відповів, що відмовляється опублікувати книгу протягом будь-якого визначеного терміну, або може взагалі не публікувати, і що Остін може викупити авторські права на твір за 10 фунтів та знайти іншого видавця. Проте на той час в Остін не було коштів на це, вона змогла викупити рукопис лише 1816 року.

### У Чоутоні

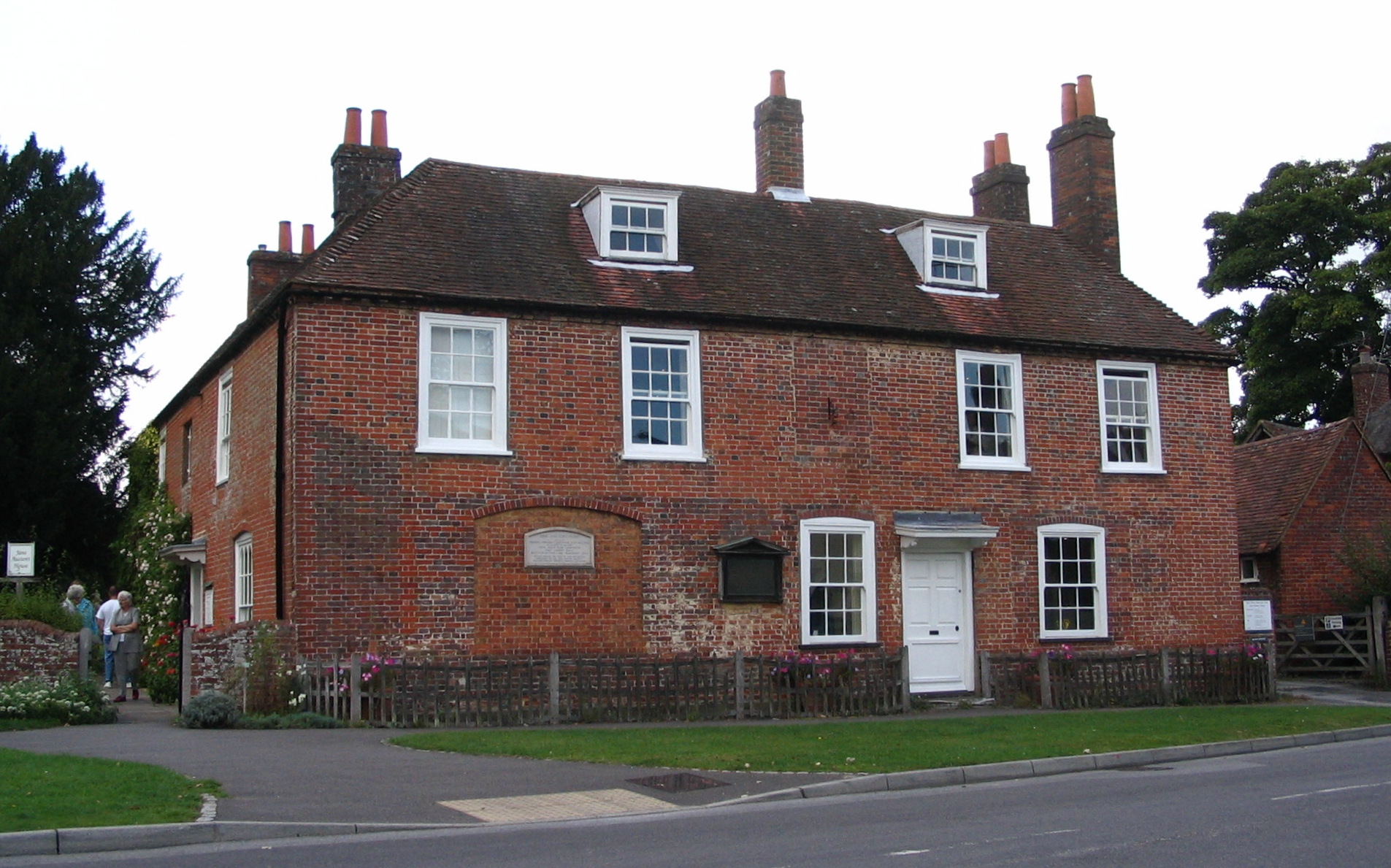
Будинок-музей Джейн Остін Джейн Остін у Чоутон.

На початку 1809 року брат Джейн Едвард запропонував матері й сестрам поселитися на постійній основі у великому котеджі в містечку Чоутон, який був частиною його власності й стояв поруч із його будинком, Чоутон-хаусом. Джейн, Кассандра та їхня мати переїхали до котеджу в Чоутоні 7 липня того року. Життя в Чоутоні було спокійнішим, ніж після переїзду родини до Бата 1800 року. Остіни не спілкувалися зі шляхтою і розважалися лише тоді, коли приїжджали родичі. Племінниця Джейн Анна описувала життя родини в Чоутоні як «дуже спокійне життя, згідно зі своїми уявленнями, при цьому вони були великими читачами, і, крім ведення домашнього господарства, наші тітки займалися роботою з бідними та навчанням якоїсь дівчинки чи хлопчика читання або письма». У Чоутоні у Джейн почався сплеск творчої активності, вона писала майже щодня.

### Перші публікації творів
Як і багато тогочасних жінок-письменниць, Остін публікувала свої книги анонімно. На той час ідеальною для жінки вважалася роль дружини та матері, а жіноче письменництво розглядалося у кращому разі другорядним заняттям. Вважалося, що жінка, бажаючи стати письменницею на постійній основі, принижує свою жіночність. Книги, написані жінками, зазвичай видавалися анонімно, задля збереження видимості, що письменниця публікується лише заради підробітку й не прагне стати «літературною левицею» (тобто знаменитістю).
За час перебування в Чоутоні Остін опублікувала чотири романи, які загалом були добре сприйняті. Через її брата Генрі видавець Томас Егертон погодився опублікувати роман «Чуття і чуттєвість», який, як і всі романи Остін, крім «Гордості і упередження», був виданий «на замовлення», тобто на фінансовий ризик автора. Під час публікації на замовлення видавці авансували свої витрати на публікацію, відшкодовували їх у міру продажу книжок, а потім стягували комісію в розмірі 10 % за кожну продану книжку, виплачуючи решту автору. Якщо роман погано продавався та не відшкодовував своїх витрат, відповідальність за них покладали на автора. Альтернативою видання книг на замовлення був продаж авторських прав, коли автор отримував одноразову виплату від видавця за рукопис, як це сталося у випадку з «Гордістю і упередженням», однак Остін з осторогою ставилася до цього варіанту публікації після невдалого досвіду з романом «Сьюзен» (рукопис, названий «Нортенгерське абатство»): вона продала авторські права на «Сьюзен» за 10 фунтів видавництву «Кросбі та сини», яке так і не надрукувало її, а потім змусило письменницю викупити їх назад, щоб вона нарешті змогла опублікувати свій твір. Існувала ще одна альтернатива — продаж за передплатою, коли низка людей погоджувалася купити книгу заздалегідь, однак і вона була неприйнятною для Остін, оскільки продавати за передплатою могли тільки автори, що були добре відомі або мали впливового аристократичного покровителя, який рекомендував би майбутню книгу своїм друзям. «Чуття і чуттєвість» вийшов у жовтні 1811 року і був представлений як написаний «леді». Оскільки роман продавався на замовлення, Егертон використав для його друку дорогий папір і встановив ціну в 15 шилінгів.
Рецензії до «Чуття і чуттєвості» були позитивними, і роман став модним серед людей молодої аристократії, які формували громадську думку. Видання розпродали до середини 1813 року. Романи Остін публікувалися більшими накладами, ніж це було прийнято для того періоду. Невелике коло читачів романів та великі витрати, пов'язані з ручним виробництвом (особливо вартість паперу ручної роботи), призвели до того, що більшість творів цього жанру видавалися накладом 500 примірників або менше, заради зниження ризиків для видавця та автора. Навіть деякі з найуспішніших творів цього періоду виходили накладом не більш як 750—800 примірників, і згодом перевидавалися, якщо попит на них зберігався. Романи Остін виходили більшими накладами: від 750 примірників «Чуття і чуттєвості» до близько 2000 примірників «Емми». Досі невідомо, хто вирішив друкувати романи Остін більшим накладом, ніж зазвичай, — видавці чи авторка. Оскільки всі книги Остін, крім однієї, спочатку були опубліковані «з комісією», ризики перевиробництва переважно лежали на ній (або на Кассандрі після її смерті), що могло спонукати видавців випускати більші наклади, ніж зазвичай, коли під загрозою опинялися їхні власні кошти. Наклади популярних нехудожніх творів часто були набагато більшими.

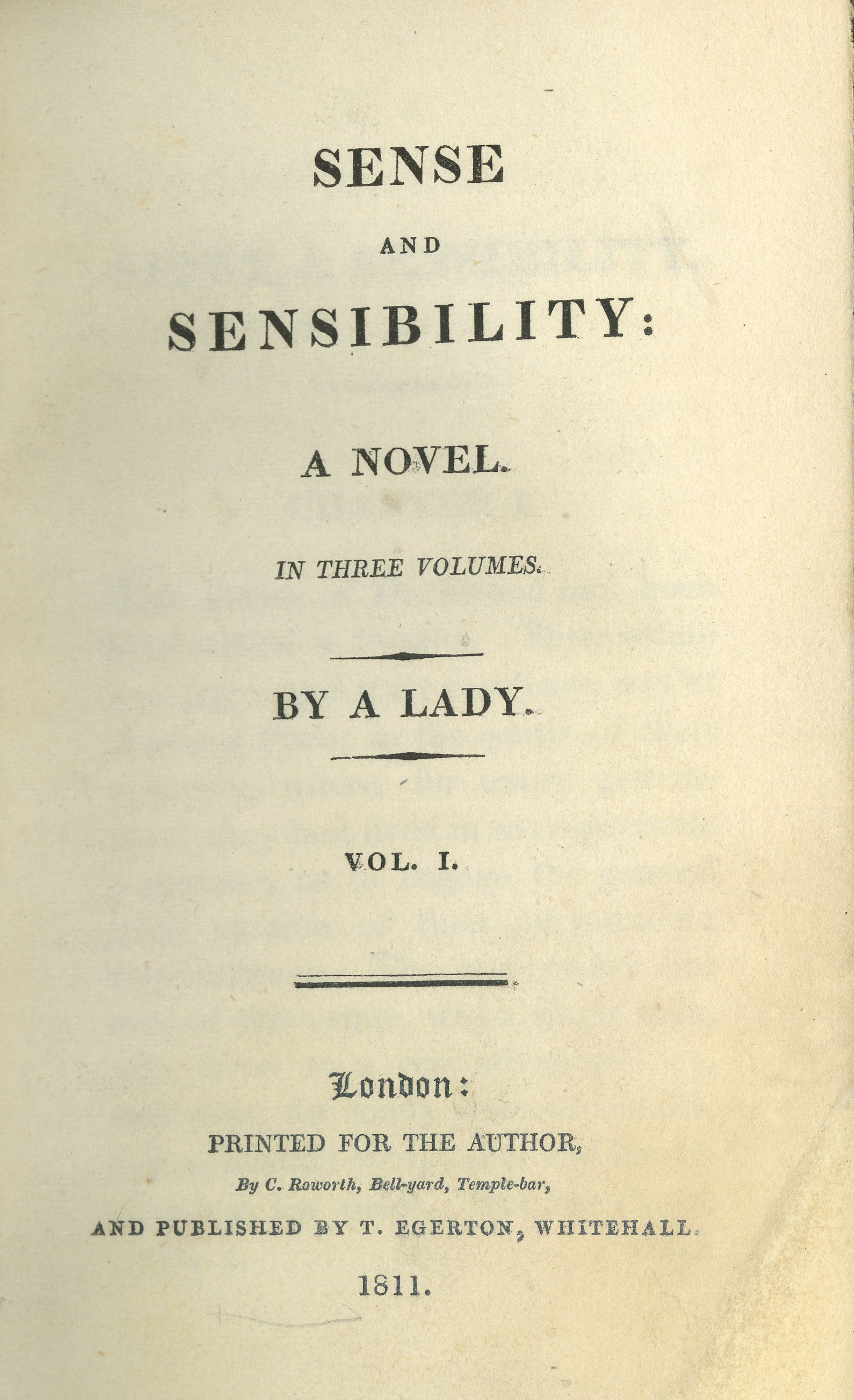
Титульна сторінка першого видання «Чуття і чуттєвості», першого опублікованого роману Джейн Остін (1811)

На публікації «Чуття і чуттєвості» Остін заробила 140 фунтів стерлінгів, що забезпечило їй певну фінансову та психологічну незалежність. Після успіху цього роману всі наступні книги Остін позначалися як написані «Авторкою „Чуття і чуттєвості“», а ім'я письменниці надалі більше не з'являлося на її книгах за життя. Потім Егертон опублікував «Гордість і упередження», перероблену версію «Перших вражень», яка вийшла у січні 1813 року. Остін продала авторські права на «Гордість і упередження» Егертону за 110 фунтів. Щоб максимізувати прибуток, він використав дешевий папір і встановив ціну у 18 шилінгів. Егертон широко рекламував книгу, і вона одразу ж мала успіх, отримавши три схвальні рецензії та добре продаючись. Якби Остін випустила «Гордість і упередження» на замовлення, вона отримала б прибуток у розмірі 475 фунтів, що вдвічі перевищувало б річний дохід її батька. У жовтні 1813 року Егертон зміг почати продавати друге видання. У травні наступного року він опублікував «Менсфілд-парк». Рецензенти проігнорували роман, тоді як у читачів він був дуже популярний. Усі примірники «Менсфілд-парку» розподали упродовж шести місяців, а заробіток Остін від нього був більшим, ніж від будь-якого з інших її романів.
Без відома чи схвалення Остін її романи перекладалися французькою мовою та публікувалися у Франції в дешевих піратських виданнях. За словами літературного критика Ноеля Кінга, 1953 року, з огляду на пристрасть до пишних романтичних фантазій, яким на той час віддавали перевагу у Франції, дивувало те, що романи Остін, з акцентом на повсякденне англійське життя, взагалі мали якийсь попит на ринку цієї країни. При цьому Кінг зауважував, що головна перекладачка Остін у Франції, мадам Ізабель де Монтольє, мала лише найелементарніші знання англійської. Її переклади були радше «імітаціями», ніж власне перекладами, оскільки вона залежала від своїх помічників, що надавали їй лише стислий зміст, який вона потім перекладала «прикрашеною» французькою, із часто докорінною зміною сюжету та персонажів. Першим з опублікованих у Франції романів Остін, де було вказане ім'я письменниці, стало «Переконання», яке вийшло 1821 року під назвою «Сім'я Елліот, або Давня схильність».
Остін знала, що принц-регент Джордж захоплюється її романами та тримає по одному їхньому комплекту в кожній зі своїх резиденцій. У листопаді 1815 року бібліотекар Джорджа Джеймс Станьєр Кларк запросив Остін відвідати лондонську резиденцію принца і натякнув, що їй варто присвятити йому свою майбутню «Емму». Хоча Остін недолюблювала принца-регента, вона не могла відмовити йому в цьому проханні. Причиною неприхильності Остін до принца-регента були його бабійство, азартні ігри, пияцтво, марнотратство і загалом ганебна поведінка. Пізніше Остін створила «План роману за підказками з різних джерел», сатиричний нарис «ідеального роману», оснований на численних пропозиціях бібліотекаря щодо її майбутнього твору. Остін дуже гнівили часто помпезні літературні поради Кларка, і «План роману», що пародіював його, був задуманий як помста за всі небажані листи, які вона отримувала від королівського бібліотекаря.
У середині 1815 року Остін передала свої твори від Егертона до Джона Мюррея, відомішого лондонського видавця, який опублікував «Емму» у грудні того року, і друге видання «Менсфілд-парку» — у лютому 1816 року. «Емма» продавалася добре, тоді як нове видання «Менсфілд-парку» розійшлося погано, і цей провал нівелював більшу частину доходу від першого роману. Це були останні романи Остін, опубліковані за її життя.
Поки Мюррей готував «Емму» до друку, Остін почала писати «Елліотів», згодом опублікованих під назвою «Переконання». Вона завершила свій перший начерк у липні 1816 року. Крім того, невдовзі після публікації «Емми» Генрі Остін викупив у Кросбі авторські права на «Сьюзен». Надалі Остін була змушена відкласти публікацію будь-якого з цих завершених романів через сімейні фінансові негаразди. У березні 1816 року збанкрутував банк Генрі, через що він втратив всі свої активи та опинився у глибоких боргах, що коштувало Едварду, Джеймсу та Френку Остінам великих сум. Генрі та Френк більше не могли дозволити собі робити грошові внески на підтримку матері та сестер.

### Хвороба і смерть

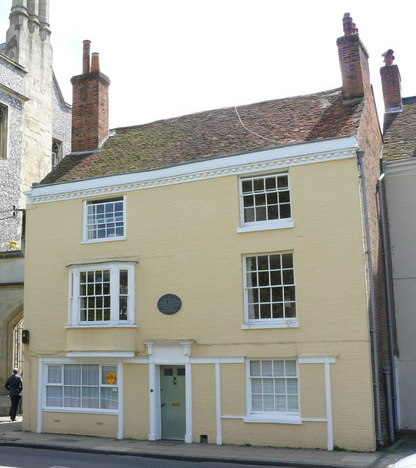
Будинок на Коледж-стріт, 8, у Вінчестері, де Остін прожила свої останні дні й померла.

На початку 1816 року Остін стала відчувати нездужання, але ігнорувала тривожні ознаки. До середини року прогресування хвороби стало очевидним, почалося повільне, нерегулярне погіршення стану здоров'я. Більшість біографів покладаються на ретроспективний діагноз Закарі Коупа 1964 року і називають причиною її смерті хворобу Аддісона, при цьому її останню хворобу також описують як наслідок лімфоми Ходжкіна. Коли помер її дядько, який залишив весь свій статок дружині, фактично позбавивши родичів спадщини, у неї стався рецидив хвороби, вона писала: «Я соромлюсь сказати, що шок від волі мого дядька викликав рецидив… але слабке Тіло повинно вибачити слабкі Нерви».
Письменниця й далі працювала попри хворобу. Невдоволена фіналом «Еліотів», Джейн переписала дві останні глави, які завершила 6 серпня 1816 року. У січні 1817 року Остін почала писати роман «Брати» (опублікований 1925 року під назвою «Сандітон»), завершивши дванадцять глав, до припинення роботи над ним у середині березня того року, ймовірно, через хворобу. Тодд описував героїню «Сендітона», Діану Паркер, як «енергійного інваліда». У романі Остін висміювала іпохондриків, і хоча письменниця описувала героїню як «жовчну», через п'ять днів після залишення праці над романом, вона написала про себе, що перетворюється на «всі неправильні кольори» і живе «переважно на дивані». 18 березня 1817 року вона відклала перо, зробивши нотатку про це.

Лист Джейн Остін своїй сестрі Кассандрі від 11 червня 1799 року

Остін і далі легковажно ставилася до свого стану, описуючи його «жовчю» та ревматизмом. У міру прогресування хвороби, їй дедалі важче ставало ходити й бракувало енергії, через що до середини квітня вона вже була прикута до ліжка. У травні Кассандра та Генрі привезли її до Вінчестера на лікування, до цього часу вона вже страждала від пекучого болю й чекала на смерть. Остін померла у Вінчестері 18 липня 1817 року у віці 41 року. Генрі, завдяки своїм зв'язкам серед духовенства, організував поховання своєї сестри в північному проході нави Вінчестерського собору. Епітафія, складена її братом Джеймсом, оспівує особисті якості Остін, висловлює надію на її порятунок і згадує про «надзвичайні обдарування її розуму», але прямо не згадує про її досягнення як письменниці.

## Біографічні джерела
Біографічна інформація про життя Джейн Остін збереглася у вигляді невеликої кількості її листів та нотаток, написаних членами її сім'ї. Лише близько 160 з приблизно 3000 листів, написаних Джейн, збереглися й опубліковані. Більшість листів Джейн написала своїй сестрі Кассандрі, але та 1843 року спалила їх більшу частину і вирізала фрагменти з тих, що залишила. Цим знищенням і цензуруванням Кассандра намагалася не допустити потрапляння небажаних висловлювань письменниці до рук родичів, щоб «молодші племінниці не прочитали жодного іноді різкого або відвертого коментаря Джейн Остін щодо сусідів або членів сім'ї». Кассандра вважала, що з метою дотримання тактовності ці подробиці краще знищити. Важливі деталі про сім'ю Остін були навмисно приховані, зокрема будь-які згадки про брата Джорджа, чиї недіагностовані проблеми у психічному розвитку змусили сім'ю відіслати його з дому, про інших двох братів, яких у ранньому віці відправили на флот, або про заможну тітку Лі-Перро, заарештовану й засуджену за звинуваченнями у крадіжці.
Першою біографією Джейн стала «Біографічна довідка», написана її братом Генрі Томасом Остіном 1818 року. Вона вийшла в посмертному виданні «Нортенгерського абатства» і, всупереч волі інших членів родини, містила уривки з двох листів письменниці. Подробиці життя Джейн продовжували опускати або прикрашати у книзі її племінника, «Мемуари Джейн Остін», опублікованій 1869 року, та в біографії Вільяма та Річарда Артура Остінів-Лі «Джейн Остін: її життя та листи», опублікованій 1913 року, яка містила додаткові листи письменниці. Таким чином, сім'я та родичі письменниці створили «легенду» про «добру, тиху тітоньку Джейн», зобразивши її жінкою, яка жила в щасливих домашніх обставинах, чия родина була головною опорою її життя. Вчений Ян Фергюс пояснював, що сучасні біографії здебільшого містять деталі, вирізані з листів і сімейних біографічних матеріалів, а завдання біографів полягало в тому, щоб уникнути поляризованого погляду на те, що Джейн переживала в періоди глибокого нещастя, і що вона була «озлобленою, розчарованою жінкою, спійманою у пастку у вкрай неприємній родині».
Щодо зовнішності Джейн Остін збереглося ще менше певних відомостей, думки сучасників у цьому плані розходяться. Її кузина Філадельфія Генкок казала, що Джейн була схожою на свого брата Генрі, «зовсім не гарненька, дуже манірна для своїх дванадцяти років». Брат її близької приятельки Анни Лефрой, сер Егертон Бріджес, говорив про неї: «Вона приваблива, гарна собою, тонка і витончена, тільки щоки трохи круглясті». 

## Посмертні публікації
Через кілька місяців після смерті Джейн, у липні 1817 року Кассандра, Генрі Остін та видавець Джон Мюррей домовилися про публікацію «Переконання» та «Нортенґерського абатства» у комплекті. Генрі додав свою «Біографічну довідку», датовану груднем 1817 року, в якій уперше назвав свою сестру авторкою романів. Клер Томалін описала цей твір як «люблячий і відшліфований панегірик». Продажі були хорошими протягом року — лише 321 примірник залишився непроданим станом на кінець 1818 року.

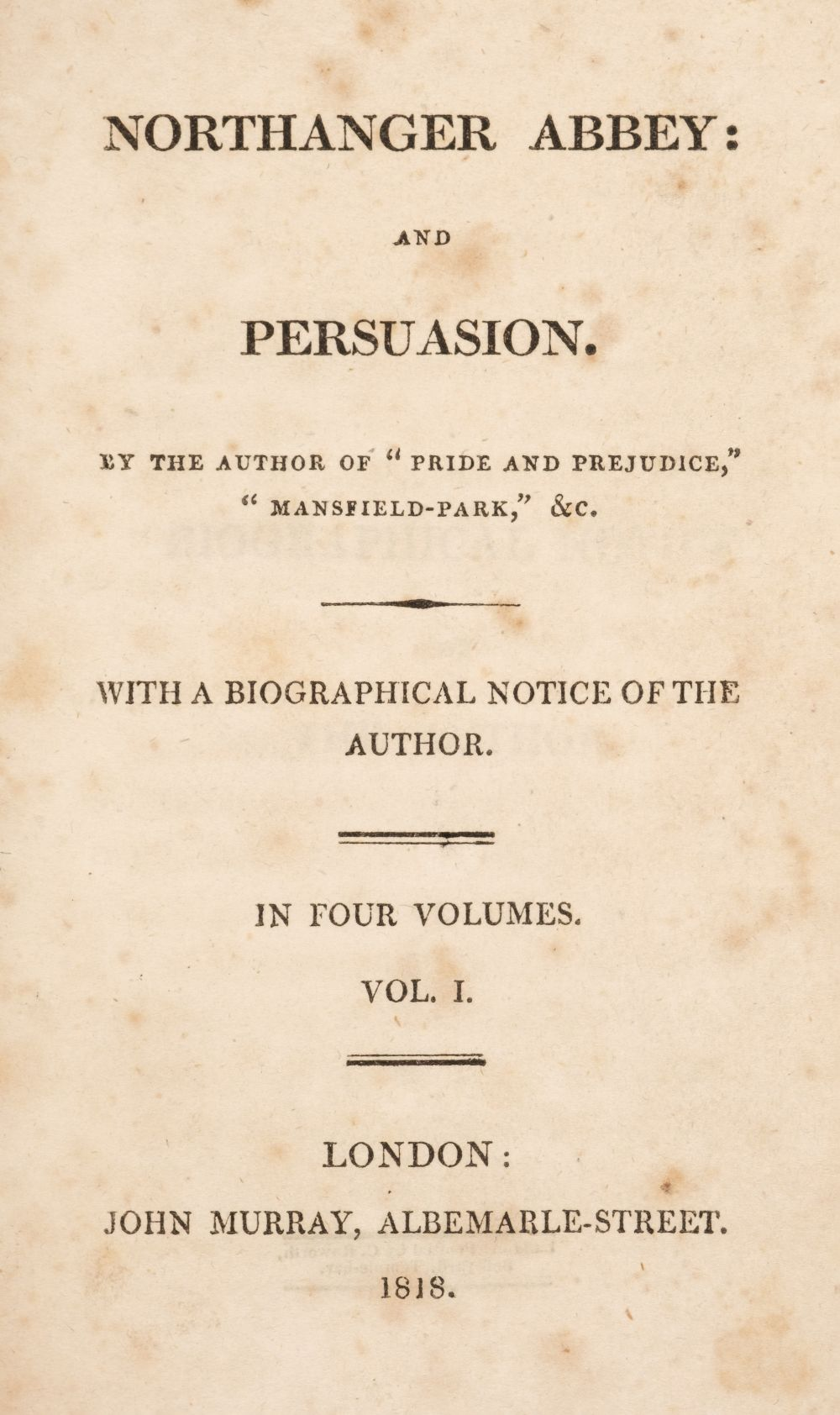
Титульна сторінка першого видання роману «Нортенґерське абатство» (1811)

Хоча всі шість романів Остін протягом 1820-х років не друкувалися в Англії, їх надалі читали в екземплярах, які зберігалися в приватних бібліотеках і перебували на руках. У Остін з'явилися перші шанувальники. Перший художній твір, де вона була персонажем (те, що на сьогодні можна назвати вигадкою про реальну людину), з'явився 1823 року, у вигляді листів до редактора журналу The Lady's Magazine. У ньому йшлося про геніальність Остін й припускалося, що автори-початківці заздрили її таланту.
1832 року видавець Річард Бентлі придбав решту авторських прав на всі її романи та взимку наступного року опублікував п'ять ілюстрованих томів з ними в межах своєї серії «Стандартні романи» («Standard Novels»). У жовтні 1833 року Бентлі випустив перше зібрання її творів. Відтоді романи Остін постійно виходили друком.

## Жанр і стиль
Твори Остін неявно критикують сентиментальні романи другої половини XVIII століття і є частиною переходу до літературного реалізму ХІХ століття. За найбільш ранніми англійськими романістами, Семюелом Річардсоном, Генрі Філдінгом і Тобіасом Смоллеттом, була школа сентименталістів і романтиків, таких як Вальтер Скотт, Горас Волпол, Клара Рів, Енн Редкліфф та Олівер Ґолдсміт, чий стиль і жанр Остін відкинула, повернувши роман на «тонкій нитці» до традиції Річардсона і Філдінга для «реалістичного вивчення норовів». У середині XX століття літературні критики Ф. Р. Лівіс та Ян Вотт віднесли її до традицій Річардсона та Філдінга; обидва вважали, що вона використовувала їхні традиції «іронії, реалізму та сатири, задля створення автора, який би перевершував обох».
Вальтер Скотт відзначав «опір Остін сміттєвій сенсаційності більшої частини сучасної художньої літератури — „ефемерним творам, які задовольняють регулярний попит питних закладів і тиражних бібліотек“». Проте її ставлення до цих жанрів було складним, про що свідчать «Нортенгерське абатство» та «Емма». Подібно до Вільяма Вордсворта, який піддав різкій критиці сучасний шалений роман у «Передмові» до своїх «Ліричних балад» (1800), Остін дистанціювалася від ескапістських романів; дисципліна та новаторство, які вона демонструє, схожі на його, і вона показує «що риторично менше — це художньо більше». Вона уникала популярної готичної фантастики, історій жаху, в яких героїня зазвичай опинялася у віддаленому місці, замку або абатстві (32 романи, написані між 1784—1818 роками містили слово «абатство» у назві). Проте в «Нортенгерському абатстві» вона натякає на цей троп, коли героїня Кетрін очікує на переїзд у віддалену місцевість. Замість повсюдного заперечення або пародіювання, Остін трансформує жанр, протиставляючи реальність з описами вишуканих кімнат і сучасних зручностей з «романним» бажанням героїні. Вона також не повністю заперечує готичну фантастику: натомість вона трансформує обставини й ситуації так, що героїня все ще перебуває в обмеженні, яке є буденним і реальним — регламентованим манерами та суворими правилами бальної зали. За словами критика Тома Кеймера у «Чутті та чуттєвості» Остін представляла персонажів, які є складнішими, ніж у класичній сентиментальній белетристиці. Він зазначав, що хоча це пародія на популярну сентиментальну белетристику, «Маріанна у своїй сентиментальній театральності відповідає розважливому світу… з цілком виправданим криком жіночого страждання».
— приклад невласне-прямої мови, Джейн Остін, «Емма»
Твір Річардсона «Памела» (1740), що створений в епістолярному стилі і вважається прототипом сентиментального роману, — є дидактичною історією кохання зі щасливим кінцем, написаною в часи, коли жінки починали набувати права обирати чоловіків, але при цьому були обмежені соціальними умовностями. Остін намагалася наслідувати епістолярний стиль Річардсона, але виявила, що гнучка оповідь більше відповідає її реалізму, у якому кожна розмова і кожен жест мають важливе значення. Оповідний стиль використовував невласне-пряму мову — Остін стала першою англійською письменницею, яка широко застосовувала її, — завдяки чому вона мала можливість представляти думки персонажа безпосередньо читачеві, зберігаючи при цьому контроль над оповіддю. Цей стиль дозволяє автору варіювати дискурс між голосом і цінностями оповідача та персонажів.
За словами дослідниці Мері Ласеллс, Остін мала природний слух до мови та діалогів: «Мало хто з письменників може бути скрупульознішим, ніж Джейн Остін, щодо формулювань і думок своїх персонажів». Такі прийоми, як фрагментарне мовлення, вказують на риси характеру персонажа та його тон; «синтаксис і фрази, а не словниковий запас» використовуються для того, щоб показати соціальні відмінності. Діалог розкриває настрій персонажа — розчарування, гнів, радість — кожен з яких передається по-різному і часто за допомогою різних структур речень. Коли Елізабет Беннет відмовляє Дарсі, її невпевнена мова та заплутана структура речень свідчать про те, що він образив її:
З самого початку, з першої миті, можна сказати, мого знайомства з Вами, Ваші манери справили на мене враження цілковитої впевненості у Вашій зарозумілості, пихатості та егоїстичній зневазі до почуттів інших людей, і це створило те підґрунтя недовіри, на якому подальші події збудували таку непорушну неприязнь. І не минуло й місяця, як я відчула, що Ви — останній чоловік у світі, з яким я змогла б вступити в шлюб.
Сюжети романів Остін підкреслюють традиційну залежність жінок від шлюбу задля забезпечення соціального статусу та економічної безпеки. Як виду мистецтва роману XVIII століття бракувало серйозності, притаманної його аналогам XIX століття, коли романи розглядалися як «природний засіб для обговорення та висвітлення того, що має значення в житті». За словами критика Джона Бейлі, Остін не «заглиблюється у психологію своїх персонажів, а насолоджується ними, наділяючи їх гумором». Він вважає, що джерелом її дотепності та іронії є її власна прихильність до того, що комедія «є рятівною благодаттю життя». Почасти слава Остін пояснюється історичним і літературним значенням того, що вона стала першою жінкою, яка написала великі гумористичні романи. Вплив Семюела Джонсона на її творчість є очевидним, де вона слідує його пораді писати «таке зображення життя, яке може викликати радість».
Її гумор походить від скромності та відсутності зверхності, що дозволяє її найуспішнішим персонажам, таким як Елізабет Беннет, вийти за межі життєвих тривіальностей, якими надмірно зациклені дурніші персонажі. Остін використовувала комедію, щоб дослідити індивідуалізм жіночого життя та гендерні відносини, і, ймовірно, вона використовувала її, щоб знайти добро в житті, часто поєднуючи її з «етичною чутливістю», створюючи художню напругу. Критик Роберт Полемус писав: «Щоб оцінити драму і досягнення Остін, ми повинні усвідомити, наскільки глибокою була її пристрасть як до благоговіння, так і до висміювання... а її комічна уява розкриває як гармонію, так і очевидні протиріччя її розуму і бачення, коли вона намагається примирити свою сатиричну упередженість з відчуттям добра».

## Оцінка творчості

### Відгуки сучасників

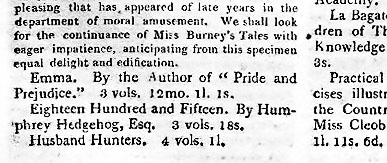
У 1816 році редактори журналу «The New Monthly Magazine» помітили публікацію «Емми», але вирішили не рецензувати її.

Оскільки твори Остін публікувалися анонімно, вони не принесли їй особливої прижиттєвої популярності. Вони були модними серед людей, що формували громадську думку, але при цьому рідко рецензувалися. Більшість рецензій були короткими та загалом сприятливими, хоча й поверховими та обережними, найчастіше вони стосувалися моральних уроків романів.
Вальтер Скотт, провідний романіст того часу, анонімно написав рецензію на «Емму» 1815 року, використавши її для захисту тодішнього сумнівного жанру роману і високо оцінивши реалізм Остін, «мистецтво копіювати природу такою, якою вона дійсно існує у звичайних сферах життя, і представляти читачеві, замість чудових сцен з вигаданого світу, правильне і вражаюче зображення того, що щодня відбувається навколо нього». Іншу важливу ранню рецензію 1821 року приписують Річарду Вотлі. Однак Вотлі заперечував, що є автором рецензії, в якій порівнював Остін з такими визнаними великими письменниками, як Гомер і Шекспір, і вихваляв драматичні якості її оповіді. Скотт і Вотлі задали тон майже всій подальшій критиці Остін у XIX столітті.

### XIX століття

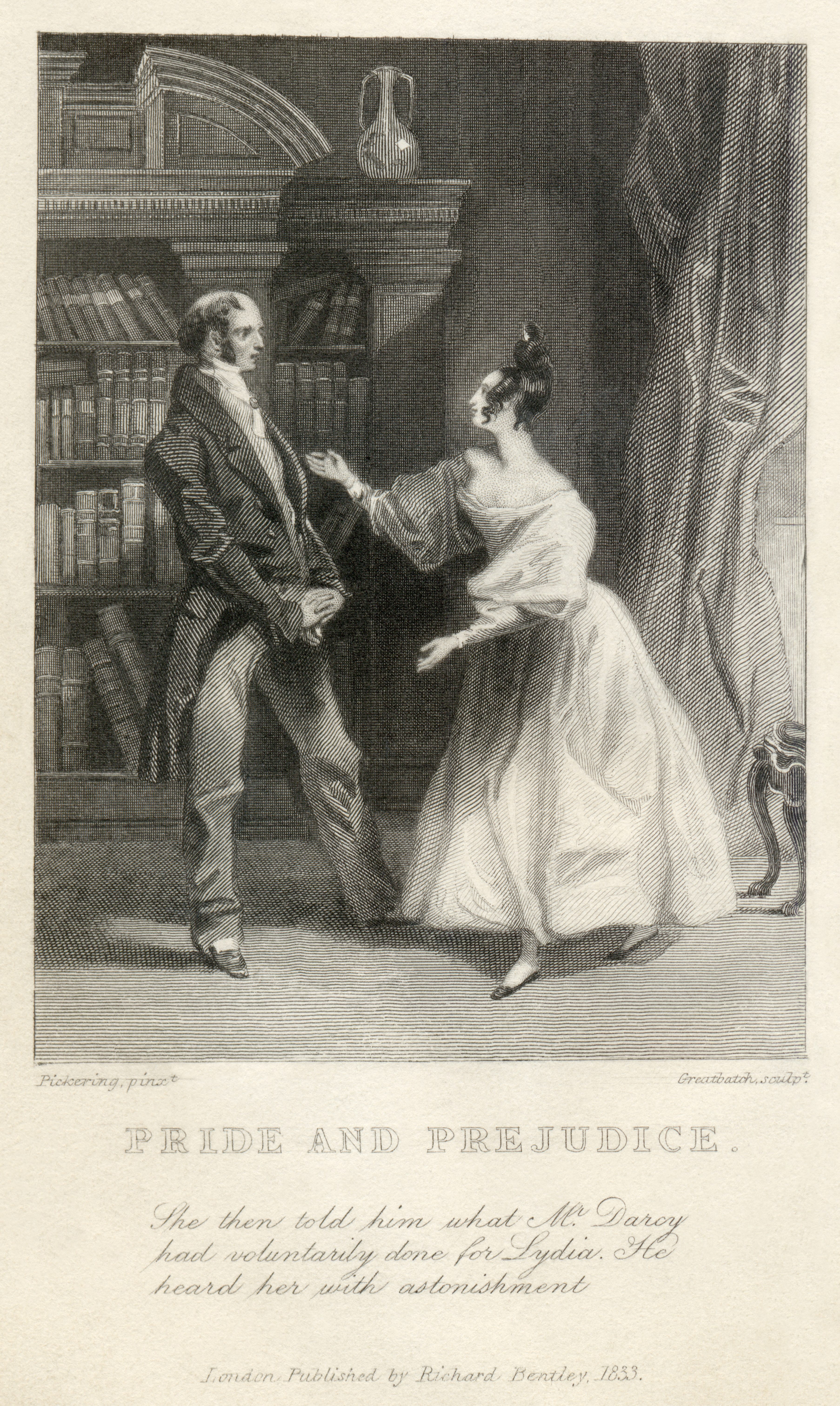
Одна з двох перших опублікованих ілюстрацій «Гордості і упередження», з видання Річарда Бентлі: «Потім вона розповіла йому [містеру Беннету], що містер Дарсі добровільно зробив для Лідії. Він вислухав її з подивом».

Оскільки романи Остін не відповідали романтичним та вікторіанським очікуванням, що «потужна емоція має бути підтверджена кричущою демонстрацією звуку та кольору в тексті», деякі критики XIX століття віддавали перевагу творам Чарльза Дікенса та Джорджа Еліота. Попри позитивність Вальтера Скотта, творчість Остін не припала до душі тим, хто віддавав перевагу панівним естетичним цінностям елітарного романтичного напряму. Її романи перевидавалися у Британії з 1830-х років і стабільно продавалися. Шість книжок Остін увійшли до канонічної серії «Стандартні романи» видавця Річарда Бентлі, що підвищило їхню популярність. У цій серії її називали «засновницею школи романістів» та геніальною письменницею.
Першим французьким критиком, який звернув увагу на Остін, був Філарет Шаль, який у своєму есе 1842 року у двох реченнях назвав її нудною, наслідувальною письменницею, яка не має нічого суттєвого. Остін не мала широкого визнання у Франції до 1878 року, коли критик Леон Буше опублікував есе «Класичний роман в Англії», в якому назвав її «генієм», ставши першим французьким автором, який зробив це. Перший точний переклад Остін французькою з'явився 1899 року, коли Фелікс Фенеон переклав «Нортенґерське абатство» під назвою «Кетрін Морланд».
У Британії та Північній Америці оцінка Остін поступово зростала в очах як громадськості, так і літераторів. У Сполучених Штатах, за словами професора Девоні Лоузера, Остін рекомендували для читання в школах ще 1838 року. Філософ і літературний критик Джордж Генрі Льюїс опублікував серію захоплених статей про Остін у 1840-х та 1850-х роках. Пізніше, наприкінці століття, романіст Генрі Джеймс кілька разів схвально згадував Остін, а одного разу зарахував її разом із Шекспіром, Сервантесом і Генрі Філдінгом до «прекрасних художників життя».
Опублікована 1869 року книга Джеймса Едварда Остіна-Лі «Мемуари Джейн Остін» представила широкому загалу історію життя письменниці в образі «дорогої тітоньки Джейн», респектабельної дівиці-тітки. Публікація «Мемуарів» стала стимулом до чергового перевидання романів Остін. Вони вийшли 1883 року, за ними швидко пішли інші розкішні ілюстровані видання та колекційні набори. Письменниця і критик Леслі Стівен описала популярну манію на Остін, яка почала розвиватися у 1880-х роках, як «остінолатрію». На початку XX століття інтелектуальна кліка джейнтистів (шанувальники творчості Остін) виступила проти популяризації Остін, відмежувавши своє глибоке розуміння від вульгарного захоплення широких мас.
Генрі Джеймс у відповідь засуджував «одурманююче захоплення» Остін, зростаючий інтерес публіки, який перевищив «внутрішні переваги й інтерес» письменниці. Американський літературний критик А. Волтон Літц зазначив, що «антиджейнтисти» в XIX та XX століттях становили потужний літературний загін, до якого входили Марк Твен, Генрі Джеймс, Шарлотта Бронте, Д. Г. Лоуренс і Кінгслі Еміс, але «в кожному разі негативне судження лише виявляло особливу обмеженість або ексцентричність критика, залишаючи Джейн Остін відносно недоторканою».

### Часи Модерну

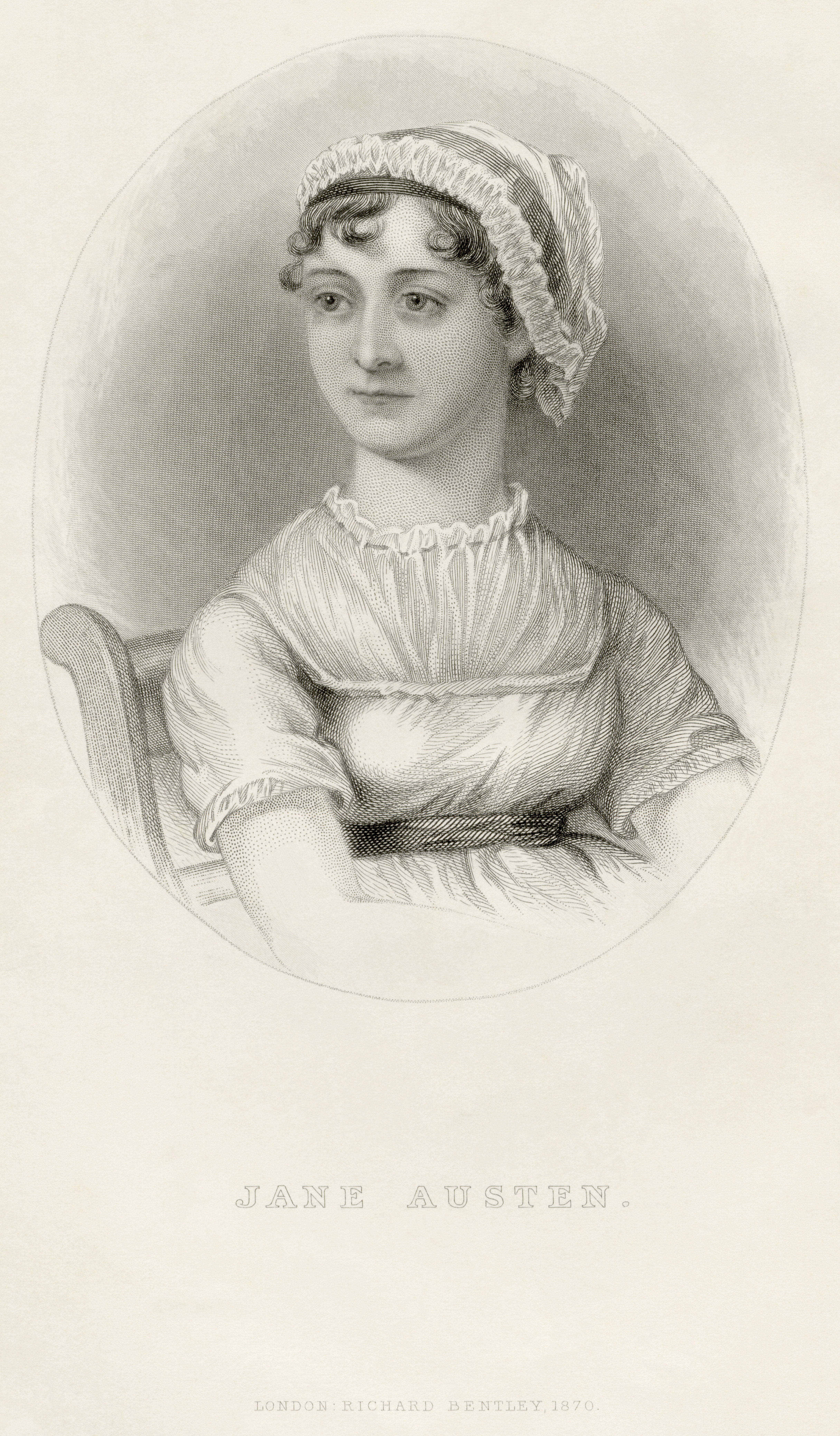
Зображення Остін з книги «Мемуари Джейн Остін» (1871), написаної її племінником Джеймсом Едвардом Остін-Лі за ескізом її сестри Кассандри. Всі наступні портрети Остін переважно базуються на ньому, в тому числі на реверсі 10 фунтів стерлінгів Банку Англії, введеної в обіг у вересні 2017 року.

Творчість Остін приваблювала легіони науковців. Першу дисертацію про Остін опублікував 1883 року Джордж Пеллью, студент Гарвардського університету. Інший ранній академічний аналіз з'явився в есе 1911 року оксфордського шекспірознавця Е. С. Бредлі, який згрупував романи Остін на «ранні» та «пізні» твори — розрізнення, яке досі використовують науковці. Першою академічною книгою, присвяченою письменниці у Франції, стала «Джейн Остін» Поля та Кейт Раге 1914 року, які спробували пояснити, чому французькі критики та читачі мають серйозніше поставитися до творчості письменниці. Того ж року Леоні Віллар опублікувала книгу «Джейн Остін, її життя і творчість», яка спочатку була її докторською дисертацією і стала першим серйозним академічним дослідженням Остін у Франції. 1923 року Р. В. Чепмен опублікував перше наукове видання зібрання творів Остін, яке також стало першим науковим виданням творів, як і першим науковим виданням англійської романістки загалом. Текст Чепмена залишився основою для всіх наступних видань творів Остін.
З виходом 1939 року книги Мері Ласеллс «Джейн Остін та її творчість» розпочалося академічне вивчення творчості Остін. Ласеллс проаналізувала книги, які читала Остін, та їхній вплив на її творчість, а також уважно дослідила стиль письменниці та її «оповідне мистецтво». Виникло занепокоєння, що науковці затушовують оцінку Остін дедалі езотеричнішими теоріями, і ця дискусія триває досі.
У період після Другої світової війни з'явилося безліч критичних підходів до Остін, включно з феміністською теорією та, можливо, найбільш суперечливою постколоніальною теорією. Розрив між популярною оцінкою Остін, особливо сучасними джейнтистами, і академічними судженнями стає дедалі ширшим. 1994 року літературний критик Гарольд Блум зарахував Остін до числа найвидатніших західних письменників усіх часів.
У Китайській Народній Республіці після 1949 року твори Остін вважалися надто фривольними, а тому під час Культурної революції 1966—69 років письменницю заборонили як «британську буржуазну імперіалістку». Наприкінці 1970-х років, коли твори Остін перевидали в Китаї, її популярність серед читачів збентежила владу, якій було важко зрозуміти, що люди зазвичай читають книжки для задоволення, а не для політичної освіти.
У типовій сучасній дискусії консервативний американський професор Джин Коппел, на обурення своїх ліберальних студентів-літераторів, згадав, що Остін та її сім'я були «Торі найглибшого забарвлення», тобто консерваторами, які перебували в опозиції до ліберальних Вігів. Хоча деякі феміністські авторки, такі як Клаудія Джонсон і Моллі Сендок, зараховували Остін до представниць свого руху, Коппел стверджував, що різні люди реагують на літературний твір по-різному, суб'єктивно, як це своєю чергою пояснював філософ Ганс-Ґеорґ Ґадамер. Таким чином, конкуруючі інтерпретації творів Остін можуть бути однаково обґрунтованими, якщо вони спираються на текстовий та історичний аналіз: можна розглядати письменницю як феміністку, що критикує суспільство епохи Регентства, і як консерваторку, яка відстоює його цінності.

## Адаптації
Романи Остін привели до появи сиквелів, приквелів та екранізацій майже всіх жанрів, від легкої порнографії до фентезі. Починаючи з XIX століття, члени її сім'ї публікували завершення її незавершених романів, і до 2000 року вже надруковано понад 100 адаптацій. Першу драматичну адаптацію Остін опублікувала 1895 року Розіна Філіппі під назвою «Дуологи та сцени з романів Джейн Остін: упорядковані та адаптовані для виконання у вітальні»; також вона відповідальна за першу професійну сценічну адаптацію «Беннети» (1901). Першою екранізацією став фільм «Гордість і упередження» 1940 року, знятий студією MGM з Лоуренсом Олів'є та Грір Гарсон у головних ролях. Телевізійні драматичні постановки BBC, випущені в 1970-х і 1980-х роках, намагалися ретельно дотримуватися сюжетів, характерів і обставин Остін. Британський критик Роберт Ірвін зазначав, що в американських екранізаціях романів Остін, починаючи з версії «Гордості і упередження» (1940), класовий аспект тонко применшується, а змальоване письменницею суспільство Англії часів Регентства, засноване на ієрархії, що базується на володінні землею та старовинності прізвища, американці не можуть сприйняти у всій його повноті.

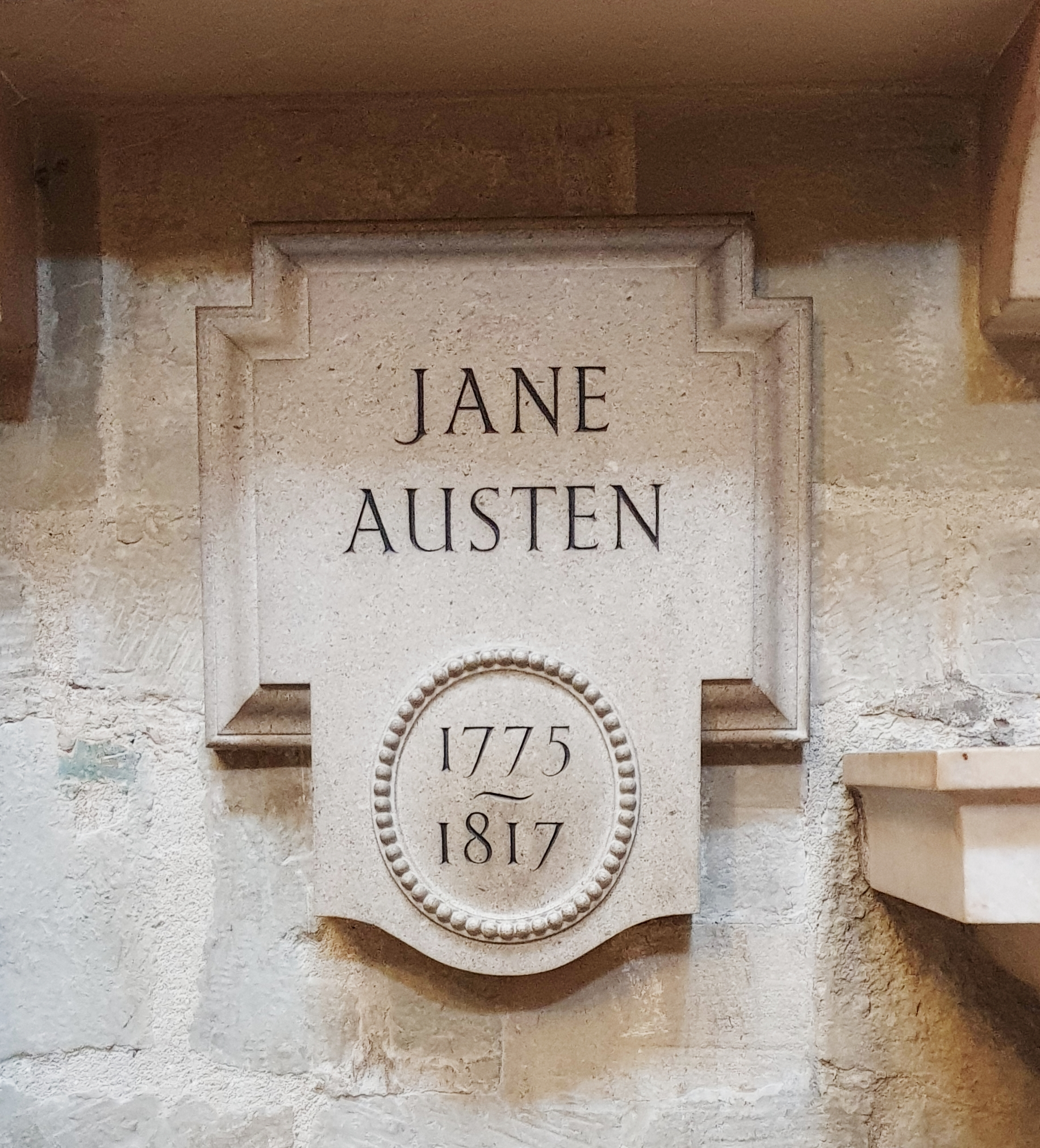
Вшанування пам'яті Остін на стіні Куточок поетів у Вестмінстерському абатстві, Лондон

З 1995 року з'явилося багато екранізацій Остін: фільм Енга Лі «Розум і почуття», за який сценаристка і виконавиця головної ролі Емма Томпсон отримала «Оскар», а також надзвичайно популярний мінісеріал BBC «Гордість і упередження» з Дженніфер Елі та Коліном Фертом у головних ролях. Після британської постановки «Гордості і упередження» 2005 року режисера Джо Райта з Кірою Найтлі та Меттью Макфедьєном у головних ролях вийшли фільми ITV «Менсфілд-парк», «Нортенґерське абатство» та «Переконання». 2016 року вийшла кіноверсія роману «Леді Сьюзен» з Кейт Бекінсейл у ролі головної героїні, під назвою «Кохання і дружба» (назвою фільму послужив інший роман Остін, «Кохання і дружба»).

## Вшанування
- 2013 року твори Остін з'явилися на серії поштових марок, випущених Королівською поштою Великої Британії з нагоди двохсотріччя публікації «Гордості і упередження»[212].
- Остін зображена на банкноті номіналом 10 фунтів стерлінгів[en], випущеній Банком Англії, яка введена в обіг 2017 року, замінивши на ній Чарльза Дарвіна[213][214].
- У липні 2017 року в Бейсінгстоці (Гемпшир), встановлено пам'ятник Остін до 200-ї річниці з дня її смерті[215].
- 39415 Джейностін — астероїд, який було названо на честь письменниці[216].

## Генеалогічне дерево

Батьки, брати та сестри Джейн Остін

Брати, сестри, племінники та племінниці Джейн Остін

## Твори
У творчості Остін можна виділити два періоди: у 1795—1798 роках створені ранні романи; 1811—1816 роки — період написання романів, які згодом уславилися, таких як «Гордість і упередження» і «Чуття і чуттєвість».
| - «Чуття і чуттєвість» («Sense and Sensibility», 1811) - «Гордість і упередження» («Pride and Prejudice», 1813) - «Менсфілд-парк» («Mansfield Park», 1814) - «Емма» («Emma», 1815) - «Нортенґерське абатство» («Northanger Abbey», 1818), опублікований посмертно - «Переконання» («Persuasion», 1818), опублікований посмертно - «Леді Сьюзен» («Lady Susan», 1871), опублікований посмертно | - «Вотсони» («The Watsons», 1804), незавершений - «Сандітон» («Sanditon», 1817), незавершений |

### Інші роботи
- «Сер Чарльз Грандісон» («Sir Charles Grandison», 1793, 1800), адаптована п'єса [p]
- «План роману» («Plan of a Novel», 1815)
- «Вірші» («Poems», 1796—1817)
- «Молитви» («Prayers», 1796—1817)
- «Листи» («Letters», 1796—1817)

### Ювенілія
| Том перший (1787—1793) - «Фредерік і Ельфріда» («Frederic & Elfrida») - «Джек та Аліса» («Jack & Alice») - «Едгар та Емма» («Edgar & Emma») - «Генрі та Еліза» («Henry and Eliza») - «Пригоди містера Харлі» («The Adventures of Mr. Harley») - «Сер Вільям Маунтег» («Sir William Mountague») - «Спогади містера Кліффорда» («Memoirs of Mr. Clifford») - «Прекрасна Кассандра» («The Beautifull Cassandra») - «Амелія Вебстер» («Amelia Webster») - «Візит» («The Visit») - «Таємниця» («The Mystery») - «Три сестри» («The Three Sisters») - «Гарний опис» («A beautiful description») - «Щедрий куратор» («The generous Curate») - «Ода Жалю» («Ode to Pity») | Том другий (1787—1793) - «Любов і дружба» («Love and Freindship») - «Замок Леслі» («Lesley Castle») - «Історія Англії» («The History of England (Austen)») - «Збірка листів» («A Collection of Letters») - «Жінка-філософ» («The female philosopher») - «Перший акт комедії» («The first Act of a Comedy») - «Лист від молодої леді» («A Letter from a Young Lady») - «Тур по Уельсу» («A Tour through Wales») - «Казка» («A Tale») Том третій (1787—1793) - «Евелін» («Evelyn») - «Катаріна, або Бауер» («Catharine, or The Bower») |